# Eurycercidae
Eurycercidae é uma família de crustáceos pertencentes à ordem Diplostraca.
Géneros:
- Alonella Sars, 1862
- Camptocercus Baird, 1843
- Eurycercus Baird, 1843
- Flavalona Sinev & Dumont, 2016
- Phrixura Muller, 1867